# (31706) Singhani
1999 JX45 (asteroide 31706) é um asteroide da cintura principal. Possui uma excentricidade de 0.13024070 e uma inclinação de 4.71496º.
Este asteroide foi descoberto no dia 10 de maio de 1999 por LINEAR em Socorro.